# Cinémomètre

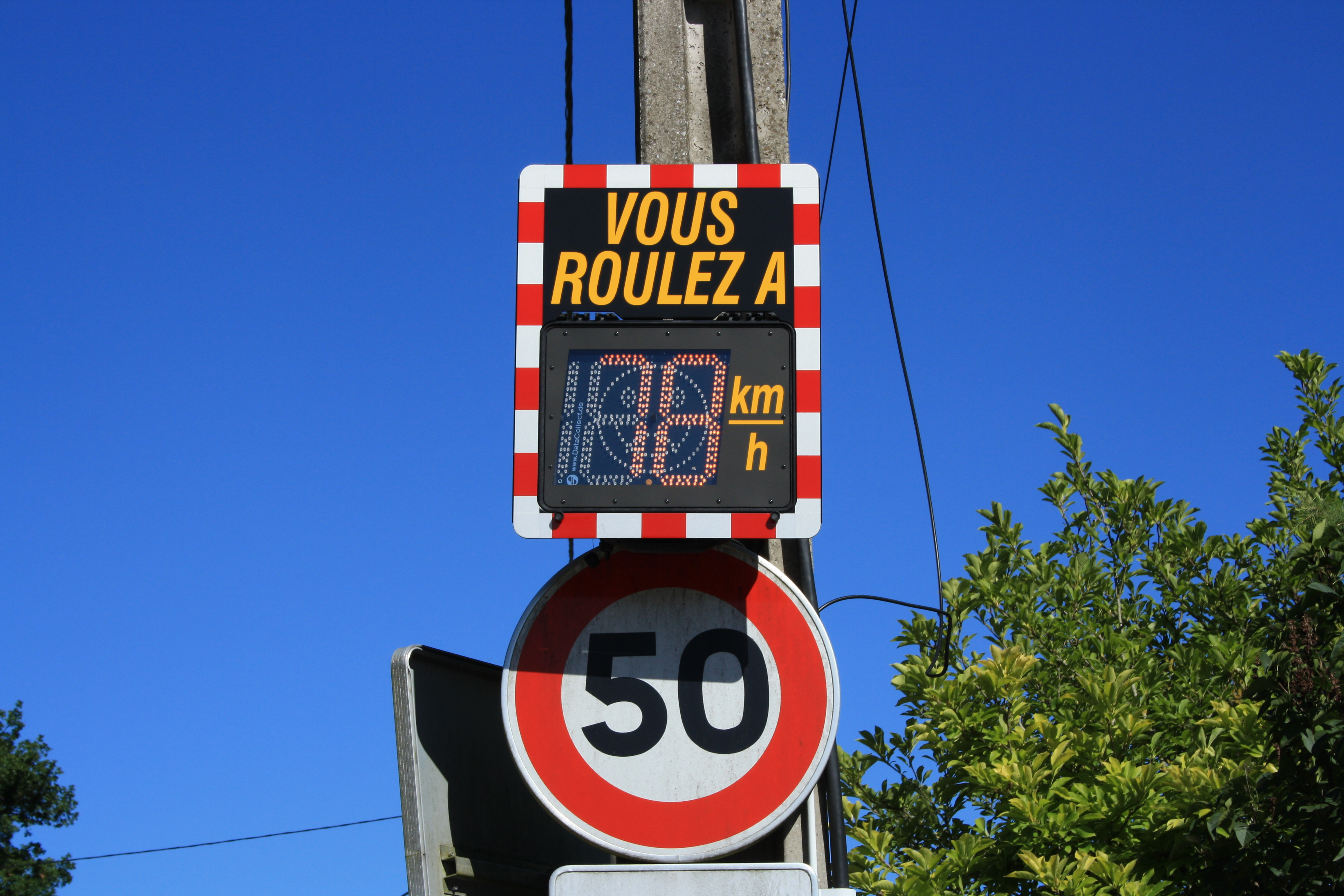

Le cinémomètre est un instrument de mesure permettant de mesurer la vitesse d'un mobile.

## Types
- L'indicateur de vitesse d'un véhicule automobile est un afficheur d'un cinémomètre utilisant la rotation de la transmission pour déterminer la vitesse du véhicule.  Le GPS peut aussi être considéré comme un cinénomètre lorsque configuré en conséquence à l'aide d'un logiciel valide.
- Les appareils radar, utilisés par les forces de l'ordre lors de contrôles de vitesse sur les routes, sont également des cinémomètres d'un tout autre type : ils se basent sur l'effet Doppler-Fizeau de l'écho radar (modification de la fréquence de l'onde réfléchie) pour calculer la vitesse du mobile.
- Le cinémomètre laser, en réalité une diode laser émettant une lumière laser à une longueur d'onde lumineuse proche infra-rouge de 0,904 micromètre, peut mesurer par une télémétrie du train d'onde réfléchi couplée à une mesure du temps, la vitesse du mobile se dirigeant en bonne position vers lui, avec une précision de 0,1 km/h. Ce type de matériel, portable ou embarqué, peut suppléer l'ancien radar.